# Fred Robinson
Frederick L. „Fred“ Robinson (* 20. Februar 1901 in Memphis, Tennessee; † 11. April 1984 in New York) war ein US-amerikanischer Jazzposaunist.
Robinson nahm ab etwa 1927 in Chicago mit Carroll Dickerson und ab 1928 mit den Hot Five bzw. den Savoy Ballroom Five von Louis Armstrong auf. Wegen dieser Aufnahmen (Hot Fives & Sevens) ist er heute hauptsächlich in Erinnerung. In den 1930er Jahren spielte er mit Edgar Hayes, Benny Carter (1933), Andy Kirk (1939/40), Fletcher Henderson. 1950/1 war er bei Noble Sissle. 1954 gab er die Musik ganz auf.